# Фонтанилья, Хирмье
Хирмье Фонтанилья (род. 1950) — филиппинская шахматистка, международный мастер (1982) среди женщин.
В составе сборной Филиппин участница 4-х Олимпиад (1982, 1986—1988, 1992).

## Изменения рейтинга
| Графики недоступны из-за технических проблем. См. информацию на Фабрикаторе и на mediawiki.org. |